# Vaterpolska pravila
Vaterpolska pravila su pravila koja se primjenjuju pri pripremi i odigravanju službene vaterpolske utakmice.

## Igralište i oprema
Vaterpolo se igra u pravokutnom bazenu najčešćih dimenzija 30x20 m (iako dimenzije mogu varirati: 20-30x10-20 m), minimalne dubine 1,8 m. Golovi su dimenzija 3x0,9 m. Gol linije i centar označeni su bijelim stupićima kraj bazena, dvometarska linija označena je crvenim, a petmetarska žutim stupićem. Ekipe se razlikuju po boji kapica: nekada su dopuštene bile samo plave/bijele, a danas se upotrebljavaju bilo kakve, uz uvjet da su kapice protivničkih ekipa različitih boja (oba golmana nose crvene kapice). 

## Golovi
Golovi se sastoje od dvije vratnice i grede. Krute su konstrukcije i pravokutnog oblika. Širina vratnica i grede okrenutih prema igralištu je 7,5 cm. Obojene su bijelom bojom, a moraju biti postavljene na golnim linijama na krajevima igrališta. Također moraju biti jednako udaljene od aut-linija i najmanje 30 cm ispred krajnjih linija igrališta. Unutarnji razmak između vratnica mora biti 3 m. Na igralištima dubine 1,50 m ili više, donji dio grede mora biti 90 cm iznad površine vode, a ako je dubina igrališta manja od 1,50 m, donja strana grede mora biti 2,40 m od dna bazena. Mreža gola mora biti nategnuta i sigurno pričvršćena za vratnice i gredu. Mora zatvarati cijeli gol ostavljajući razmak iza golnih linija ne manji od 30 cm.

## Lopta
Lopta mora biti pravilnog okruglog oblika sa zračnom komorom koja ima samozatvarajući ventil. Mora biti nepromočiva, bez vanjskih šavova, bez premaza masti ili slične tvari koja ju može učiniti skliskom. Težina lopte mora biti od 400 do 450 grama, dok opseg ovisi o natjecateljskoj kategoriji. Za muški vaterpolo opseg lopte mora biti od 68 do 71 cm, a tlak u lopti od 90 do 97 kPa, a za ženski vaterpolo opseg mora biti od 65 do 67 cm, dok tlak u lopti mora iznositi od 83 do 90 kPa.

## Kapice
Kapice igrača moraju biti različite boje, osim potpuno crvene uz odobrenje sudaca. Kapice ne smiju biti iste boje kao lopta. Vaterpolska ekipa od suca može zatražiti da stavi bijele ili plave kapice. golmani moraju nositi crvene kapice. Sve kapice igrača moraju ispod brade biti vezane vrpcom, a ako igrač za vrijeme igre ostane bez kapice, mora je zamijeniti kod prvog prikladnog prekida igre i to kad je njegova ekipa u posjedu lopte. Kapice moraju imati savitljiv štitinik za uši koji je iste boje kao kapica s kojom ekipa nastupa. Vratari smiju imati crvene štitnike. Kapice se označavaju brojevima s obje strane, a brojevi su visine od 0,10 m. Kapicu s brojem 1 mora nositi vratar, dok kapicu s brojem 13 nosi pričuvni vratar. Ostale kapice predviđene za igrače moraju imati brojeve od 2 do 12. Igrači za vrijeme igre ne smiju mijenjati svoj broj kapice, osim uz odobrenje suca uz najavu povjereniku. Kapice za međunarodne utakmice moraju na prednjoj strani imati međunarodnu troslovnu oznaku, a smiju imati i nacionalnu zastavu. Visina slovne oznake smije biti 4 cm.

## Ekipe i zamjene
Jedna se vaterpolska ekipa sastoji od 7 igrača u polju, od kojih 1 mora biti vratar koji nosi obaveznu vratarsku kapicu i najviše 6 pričuvnih igrača koji prema potrebi mogu zamjenjivati igrače u polju. Od ekipe koja igra s manje od 7 igrača ne smije se zahtijevati da ima vratara.
 
Pričuvni igrači, zajedno s pomoćnim trenerima i službenim osobljem ekipe, s izuzetkom glavnog trenera, moraju zajedno sjediti na klupi i ne smiju napuštati klupu od početka igre, osim između četvrtina ili tijekom trenerskih pauza (time out).

Glavnom treneru ekipe koja je u posjedu lopte bit će dozvoljeno kretanje do linije koja označava 5 metara u bilo koje vrijeme. Ekipe smiju promijeniti strane i klupe samo nakon odigrane dvije četvrtine susreta (poluvrijeme) i, ako se igraju produžeci, prije početka drugog nastavka produžetka. Obje klupe s pričuvnim igračima smještene su na suprotnoj strani igrališta od zapisničkog stola.

Kapetani ekipa moraju igrati i oni su odgovorni za dobro ponašanje i disciplinu ekipe.

Igrači moraju nositi neprovidne plivaće kostime (gaćice) ili kostime s posebnim dodatkom. Prije ulaska u igru svi igrači dužni su odstraniti sve predmete koji mogu prouzročiti bilo kakve ozljede. Igrači ne smiju po tijelu niti namazani mašću, uljem ili sličnim skliskim sredstvom. Ako sudac prije početka susreta utvrdi da je upotrebljeno to sredstvo, mora naložiti da se isto odmah odstrani. Početak utakmice se ne smije odgoditi da bi se sredstvo odstranilo. Ako se ovaj prekršaj utvrdi nakon početka susreta, taj igrač mora biti isključen do kraja utakmice, a njegova zamjena može ući odmah u igru na mjestu za ulazak kod vlastite golne linije.

U svako vrijeme tijekom odigravanja utakmice igrač smije biti zamijenjen ali isključivo nakon što je napustio igralište na mjestu za ponovni ulazak kod vlastite golne linije. Zamjena smije ući u igralište s mjesta za ponovni ulazak čim igrač vidljivo dopliva na površinu vode u prostoru za ponovni ulazak.

Ako je na temelju ovog pravila zamijenjen vratar, njegova zamjena mora nositi vratarsku kapicu. Zamjena se po ovom pravilu ne može obavljati od vremena kada je dosuđeno kazneno bacanje do trenutka izvođenja kaznenog bacanja, osim ako je zatražen time-out. 
Zamjena smije ući u igralište s bilo kojeg mjesta:
- za vrijeme odmora između četvrtina i bilo kojeg nastavka produžetaka,
- nakon postignutog zgoditka,
- za vrijeme time-out-a,
- da bi zamijenio igrača koji krvari ili je povrijeđen.

Zamjena mora biti spremna ući u igru bez odugovlačenja. Ako zamjena nije spremna, igra će se nastaviti bez njega, a on može ući u svako vrijeme s mjesta za ponovni ulazak kod vlastite golne linije.
Vratar koji je zamijenjen, ako se vrati u igru, smije igrati na bilo kojem mjestu.
 
Ako se vratar mora povući iz igre zbog zdravstvenih razloga, suci moraju dopustiti da ga trenutačno zamijeni jedan od igrača, a koji će staviti vratarsku kapicu.

## Službene osobe
Za natjecanja u organizaciji međunarodne vaterpolske organizacije (FINA) službene osobe su dva suca, dva golna (linijska) suca, mjeritelji vremena i tajnici, svaki sa svojim ovlaštenjima i dužnostima. Navedene službene osobe trebaju biti prisutne uvijek kada je moguće i za ostala natjecanja osim na utakmicama koje sude dva suca bez golnih sudaca. Tada suci moraju preuzeti njihova ovlaštenja i dužnosti bez davanja znakova.
Ovisno o stupnju važnosti utakmice igru mogu voditi ekipe od četiri do osam službenih osoba kako slijedi:

### Suci i golni suci
Dva suca i dva golna suca ili dva suca bez golnih sudaca ili jedan sudac i dva golna suca.

### Mjeritelji vremena i tajnici

#### Susret s jednim mjeriteljem vremena i jednim tajnikom
Mjeritelj vremena mora mjeriti vrijeme kontinuiranog posjeda lopte za svaku ekipu. Tajnik mora mjeriti točno vrijeme trajanja stvarne igre, trenerske pauze (time out) i vrijeme odmora između pojedinih četvrtina. Također mora mjeriti vrijeme trajanja isključenja igrača koji su zbog povrede pravila isključeni iz igre. Tajnik mora voditi i zapisnik utakmice.

#### Susret s dva mjeritelja vremena i jednim tajnikom
Prvi mjeritelj vremena mora mjeriti točno vrijeme trajanja stvarne igre i odmore između pojedinih četvrtina. Drugi mjeritelj vremena mora mjeriti vrijeme kontinuiranog posjeda lopte za svaku ekipu. Tajnik treba voditi zapisnik utakmice i obavljati sve ostale dužnosti.

#### Susret s dva mjeritelja vremena i dva tajnika
Prvi mjeritelj vremena mora mjeriti točno vrijeme trajanja stvarne igre, trenerske pauze (time out) i trajanje odmora između pojedinih četvrtina. Drugi mjeritelj vremena mora mjeriti vrijeme kontinuiranog posjeda lopte za svaku ekipu.

Prvi tajnik mora voditi zapisnik utakmice.
Drugi tajnik mora obavljati dužnosti koje se odnose na nepravilan ponovni ulazak isključenog igrača, nepravilan ulazak zamjene, isključenje igrača i treću osobnu grešku.

## Suci
- Suci vaterpolskog susreta moraju imati potpunu kontrolu igre. Njihova nadležnost nad igračima mora trajati cijelo vrijeme dok se oni i igrači nalaze na plivalištu. Sve odluke sudaca po moraju biti konačne a njihova tumačenja pravila za vrijeme susreta moraju biti obavezna. Suci ne smiju pretpostavljati stvarne događaje, ali moraju tumačiti ono što je uočeno na način kako najbolje znaju.
- Suci moraju zviždaljkom dati znak za početak i ponovni početak igre, dosuđivati pogotke, vratarska bacanja, bacanja sa strane (bez obzira da li su golni suci dali znak ili ne), neutralna bacanja i prekršaje pravila igre. Sudac može promijeniti svoju odluku i to na način da uzme loptu i ponovo je vrati u igru.
- Suci moraju propustiti dosuditi pojedini prekršaj ako bi to po njihovom viđenju bila prednost ekipi koja je prekršaj učinila. Suci ne smiju dosuditi običan prekršaj kada još postoji mogućnost igranja loptom.

Napomena: Suci moraju ovaj princip primjenjivati u punoj mjeri: Na primjer, ne smiju dosuditi prekršaj u korist igrača koji je u posjedu lopte i napreduje prema protivničkom golu, jer se to smatra davanjem prednosti ekipi koja je taj prekršaj učinila.
- Suci imaju ovlaštenje isključiti bilo kojeg igrača iz igre u skladu s odgovarajućim člankom. Ako igrač odbije izaći iz igre, igra se mora zaustaviti.
- Suci imaju ovlaštenje udaljiti svakog igrača, zamjenu, gledatelja ili službenu osobu s prostora bazena ako ponašanje istih onemogućava izvršenje njihovih obveza u službenom i pravednom značenju.
- Suci imaju ovlaštenje zaustaviti utakmicu u bilo koje vrijeme, ako po njihovom mišljenju ponašanje igrača, gledatelja ili druge okolnosti ne omogućavaju da se utakmica završi prema pravilima. U slučaju prekida susreta suci o svom postupku moraju izvjestiti nadležno tijelo.

## Golni suci
- Golni ili linijski suci moraju zauzeti mjesta na onoj strani plivališta na kojoj se nalazi zapisnički stol, na golnoj liniji i na krajevima igrališta.
- Dužnosti golnih sudaca su:
  - podizanjem ruke u vertikalni položaj dati kada su igrači pravilno zauzeli mjesto na golnoj liniji na početku četvrtine,
  - podizanjem obiju ruka u vertikalni položaj dati znak za nepravilan početak ili ponovni početak,
  - rukom u horizontalnom položaju u pravcu napada dati znak za golno bacanje,
  - rukom u horizontalnom položaju u pravcu napada dati znak za bacanje iz ugla (korner),
  - podizanjem i križanjem obje ruke u vertikalni položaj dati znak za pogodak,
  - podizanjem obje ruke u vertikalni položaj dati znak za nepravilan ulazak isljučenog igrača ili njegove zamjene.
- Svaki golni sudac mora imati dovoljan broj lopti koje, u slučaju da lopta kojom se igra napusti igralište, odmah mora dodati drugu loptu vrataru za golno bacanje, ili najbližem igraču ekipe u napadu za ubacivanje iz ugla (korner). Isto mora učiniti i po nalogu suca.

## Mjeritelji vremena
- Dužnosti mjeritelja vremena za vrijeme odigravanja susreta su:
  - mjeriti točno vrijeme stvarnog trajanja igre, trenerske pauze (time out) i odmora između četvrtina,
  - mjeriti vrijeme neprekidnog posjeda lopte za svaku ekipu,
  - mjeriti protok vremena isključenih igrača u skladu s pravilima te objaviti istek tog vremena i vrijeme ponovnog ulaska isključenih igrača ili njihovih zamjena,
  - razgovijetno objaviti početak zadnje minute utakmice i zadnje minute drugog nastavka produžetka,
  - zviždaljkom označiti kraj svake trenerske pauze (time out).
- Mjeritelj vremena neovisno od suadaca mora dati znak zviždaljkom ili nekim drugim uređajem osobito jakog i prepoznatljivog zvuka za završetak svake četvrtine. Njegov znak neposredno prekida igru osim u slučajevima:
  - kada sudac istovremeno dosudi kazneno bacanje koje se unatoč isteku vremena mora izvesti prema pravilima,
  - kada je lopta u letu prema golu i prelazi golnu liniju. Tada se mora priznati pogodak.

## Tajnici
Dužnosti tajnika vaterpolskog susreta su:
- voditi zapisnik utakmice, što uključuje igrače, rezultat, Trenerske pauze (time out), sve prekršaje za isključenje, prekršaje za kaznena bacanja, kao i osobne greške dosuđene svakom igraču ponaosob,
- kontrolirati vrijeme trajanja isključenja igrača i davati znak za istek vremena isključenja dizanjem odgovarajuće zastavice, osim kada sudac mora dati znak za ponovni ulazak isključenom igraču ili zamjeni i to kada njegova ekipa dođe u posjed lopte,
- crvenom zastavicom i zviždaljkom dati znak, koji odmah mora zaustaviti igru, za svaki nepravilni ulazak isključenog igrača ili nepravilni ulazak zamjene, uključujući i signaliziranje golnih sudaca za nepravilni ponovni ulazak ili ulazak,
- bez odlaganja dati znak za treću osobnu grešku igrača i to:
  - crvenom zastavicom ako je isključenje treća osobna greška,
  - crvenom zastavicom i zviždaljkom ako je prekršaj za kazneno bacanje treća osobna greška.

## Trajanje igre
- Trajanje službene vaterpolske utakmice je 4 četvrtine po 8 minuta čiste igre (bez prekida). Vrijeme počinje teći u trenutku kada igrač dotakne loptu na početku susreta i svake preostale četvrtine. Kod svih prekida sat za mjerenja protoka vremena se mora zaustaviti sve dok lopta nije vraćena u igru i to u trenutku ispuštanja iz ruke igrača koji izvodi odgovarajuće bacanje ili kada loptu dotakne igrač nakon neutralnog bacanja.

- Između prve i druge, te treće i četvrte četvrtine utakmice, određen je odmor u trajanju od 2 minute. Između druge i treće četvrtine (poluvrijeme) odmor traje 5 minuta. Momčadi uključujući igrače, trenere i službene osobe moraju promijeniti strane prije početka treće četvrtine (drugog poluvremena), odnosno drugog produžetka ako se igraju produžetci.

- Kada je rezultat utakmice neodlučan nakon isteka vremena u bilo kojoj utakmici za koju je potreban odlučujući rezultat, nakon pauze od 5 minuta, moraju se odigrati dva produžetka u trajanju od po 3 minute čiste igre s pauzom od 2 minute između dva produžetka. Za vrijeme te pauze ekipe moraju promijeniti strane plivališta. Ako je rezultat neodlučan i nakonm dva produžeka, izvode se kaznena bacanja (peterci) koja će odrediti pobjednika. Godine 2013. jedna od brojnih promjena pravila je ukidanje produžetaka. Nakon neriješenog ishoda u četiri četvrtine odmah se raspucavaju peterci.[1]

Napomena: Ako dođe do izvođenja kaznenih bacanja, poštovat će se sljedeći postupak:
1. ako se radi o ekipama koje su netom završile utakmicu, izvođenje kaznenih bacanja započinje odmah s istim sucima,
2. u suprotnom, izvođenje kaznenih bacanja treba provesti najranije 30 minuta nakon završetka zadnje utakmice tog kola ili prvom mogućom prigodom. Pri izvođenju kaznenih udaraca treba upotrijebiti suce koji su upravo završili suđenje utakmice, a koja se odnosi na to natjecanje uz preduvjet da se radi o neutralnim sucima,
3. treneri obje ekipe određuju 5 igrača i vratara koji sudeluju u izvođenju kaznenih bacanja. Vratara je moguće promijeniti u bilo kojem trenutku pod uvjetom da je zamjena bila u službenom zapisniku tijekom utakmice,
4. igrači moraju biti popisani istim slijedom kojim će izvoditi kaznena bacanja. Taj slijed ne može se mijenjati,
5. igrači koji su u potpunosti isključeni tijekom utakmice ne mogu izvoditi kaznena bacanja niti mogu mijenjati vratara,
6. ako je tijekom izvođenja kaznenih bacanja isključen vratar, jedan od 5 igrača određenih za izvođenje kaznenih bacanja može zamijeniti vratara pri čemu nema povlastice vratara. Nakon što igrač sudjeluje u obrani jednog kaznenog bacanja, moguće ga je zamijeniti drugim igračem ili vratarom,
7. kaznena bacanja se izvode naizmjenično, na bilo kojoj strani igrališta i svi igrači osim izvođača kaznenog bacanja i vratara protivničke ekipe moraju sjediti na klupi za pričuvne igrače,
8. ždrijebom se odlučuje ekipa koja prva počinje s izvođenjem kaznenih bacanja,
9. ako je i nakon prve serije kaznenih bacanja rezultat izjednačen, istih pet igrača naizmjenično će izvoditi po jedno kazneno bacanje sve dok jedna ekipa postigne, a druga ne postigne pogodak,
10. ako u izvođenju kaznenih bacanja sudjeluju tri ekipe, svaka od ekipa će izvoditi 5 kaznenih bacanja protiv ostale dvije ekipe, izvodeći kaznena bacanja naizmjenice. Ždrijebom će se odrediti ekipa koja prva izvodi kazneno bacanje.

## Trenerska pauza (Time out)
- Svaka ekipa ima pravo na 3 trenerske pauze u svakoj utakmici. Treća takva pauza može biti zatražena samo ako se igraju produžeci. Trajanje trenerske pauze iznosi 1 minutu. Trener ekipe u posjedu lopte može zatražiti takvu pauzu u svako vrijeme i nakon gola pozivom trenerske pauze i davanje signala rukama u obliku slova "T". Ako je zatražena trenerska pauza, suci i tajnici zviždukom moraju zaustaviti igru, a igrači odmah doplivati u njihovu polovicu igrališta.
- Igra će biti nastavljena nakon zvižduka suca i ekipa koja je u posjedu lopte izvest će bacanje s polovice ili iza polovine igrališta, osim ako se trenerska stanka zatraži prije izvođenja kaznenog ili kornerskog bacanja. U takvom slučaju se nakon pauze mora izvesti to bacanje.

Napomena:Vrijeme posjeda lopte nastavlja teći od početka igre nakon trenerske pauze.
- Ako je trener momčadi koja je u posjedu lopte zatražio treću ili dodatnu stanku, igra se mora zaustaviti, a zatim će momčadkoja nije bila u posjedu lopte izvesti bacanje s polovine igrališta.
- Ako je stanku zatražio trener momčadi koja nije u posjedu lopte, igra se mora zaustaviti, a u korist ekipe koja je do tada bila u posjedu lopte bit će dosuđeno kazneno bacanje.
- Kod ponovnog početka, nakon trenerske pauze, igrači smiju zauzeti bilo koji položaj u igralištu, u skladu s Pravilima koja se odnose na kazneno ili kornersko bacanje.

## Početak igre
- Prije početka igre, u prisutnosti sudaca, kapetani će bacanjem novčića izabrati stranu igrališta.
- Na početku svake četvrtine igrači moraju zauzeti mjesto na vlastitoj golnoj liniji, na razmaku od oko 1 metar i najmanje 1 metar daleko od vratnice. Unutar vratnica se mogu nalaziti najviše dva igrača. Niti jedan dio tijela igrača ne smije biti ispred golne linije na vodenoj površini.
- Kada se suci uvjere da su ekipe spremne, sudac će dati znak zviždukom za početak i odmah osloboditi ili baciti loptu na liniju polovice igrališta.
- Ako oslobođena ili bačena lopta daje očitu prednost jednoj ekipi, sudac će uzeti loptu i dosuditi neutralno bacanje na liniji polovice igrališta.

## Pogodak
- Pogodak mora biti priznat kada lopta cijelim obujmom prijeđe zamišljenu golnu liniju između vratnica ispod grede.
- Pogodak može biti postignut s bilo kojeg dijela igrališta uz napomenu da vrataru nije dozvoljeno da prijeđe ili dodirne loptu preko linije polovice igrališta.
- Pogodak može biti postignut bilo kojim dijelom tijela osim stisnutom šakom. Pogodak se smije postići i uplivavanjem s loptom u gol. Na početku ili ponovnom početku igre najmanje dva igrača (bilo koje ekipe isključujući vratara obrambene ekipe) moraju namjerno igrati ili dodirnuti loptu osim kod izvođenja:
  - kaznenog bacanja,
  - slobodnog bacanja koji je izveo igrač u vlastiti gol,
  - izravnog udarca iz golnog bacanja,
  - izravnog udarca iz slobodnog bacanja dosuđenog izvan linije 5 m.

Napomene: Pogodak prema pravilima ne može biti direktno postignut kod ponovnog početka nakon:
1. time-outa,
2. pogotka,
3. ozljede, uključujući krvarenje,
4. zamjene kapice,
5. što je sudac zatražio loptu,
6. što je lopta napustila igralište,
7. bilo kojeg zadržavanja.

- Pogodak mora biti priznat ako je nakon isteka 30 sekundi ili kraja četvrtine lopta bila u zraku i ušla u gol.

## Ponovni početak nakon pogotka
Nakon postignutog pogotka igači moraju zauzeti mjesta bilo gdje na svojoj polovici igrališta. Niti jedan dio tijela igrača na površini vode ne smije prijeći zamišljenu liniju sredine igrališta. Sudac će zviždukom dati znak za ponovni početak igre. Vrijeme stvarne igre će početi teći kad lopta napusti dlan igrača ekipe koja nije postigla pogodak. Ponovni početak igre neizveden u smislu ovog članka mora se ponoviti.

## Golna bacanja
- Golno bacanje mora se dosuditi:
  - kada lopta cijelim obujmom prijeđe golnu liniju, osim dijela između vratnica i ispod grede, ako je zadnji dodirnuo bilo koji igrač osim vratara ekipe koja se brani,
  - kada lopta cijelim obujmom prijeđe liniju između vratnica, ispod grede ili dodirne vratnice, gredu ili vratara obrambene ekipe, izravno nakon:

1. slobodnog udarca dosuđenog unutar prostora 5 m,
2. slobodnog udarca dosuđenog izvan prostora 5 m koji nije izveden u skladu s pravilima,
3. golnog bacanja koje nije odmah izvedeno,
4. kornerskog bacanja.

- Golno bacanje će izvesti vratar ili bilo koji igrač ekipe s bilo kojeg mjesta unutar prostora 2 m. Pogrešno izvedeno golno bacanje, u smislu ovog članka, izvest će se ponovno.

## Kornerska bacanja
- Kornersko bacanje mora se dosuditi kada lopta cijelim obujmom prijeđe golnu crtu osim dijela između vratnica ispod grede, ako je loptu zadnji dodirnuo vratar obrambene ekipe ili ako je igrač obrambene ekipe namjerno izbacio loptu preko golne linije.
- Kornersko bacanje mora izvesti igrač ekipe u napadu s linije 2 m na strani izlaska lopte. Bacanje ne mora izvesti najbliži igrač, ali se mora izvesti bez odugovlačenja.
- Kod izvođenja kornerskog bacanja niti jedan igrač ekipe u napadu ne smije biti unutar prostora 2 m.
- Kornersko bacanje izvedeno s krivog mjesta ili prije nego što su igrači ekipe u napadu napustili prostor 2 m mora se ponoviti.

## Neutralna bacanja
- Neutralno bacanje mora se dosuditi:
  - kada lopta na početku četvrtine, po sučevom mišljenju, padne tako da daje prednost jednoj ekipi,
  - kada jedan ili više igrača iz svake ekipe učine istovremeno prekršaj tako da sucima nije moguće ocijeniti koji je igrač prvi napravio prekršaj,
  - kada oba suca zazvižde u isti trenutak, dosuđujući obični prekršaj različitim ekipama,
  - kada lopta udari ili ostane na nekoj prepreci iznad igrališta.
- Kod neutralnog bacanja sudac mora baciti loptu u polje na približnoj poprečnoj poziciji gdje je bio događaj, na način da igrači obje ekipe imaju istu mogućnost doći u posjed lopte. Neutralno bacanje, dosuđeno u prostoru 2 m, mora se izvesti na liniji 2 m.
- Ako je kod neutralnog bacanja, po mišljenju suca, lopta pala tako da daje očitu prednost jednoj ekipi, sudac će uzeti loptu i ponoviti bacanje.

## Slobodna bacanja
- Slobodno bacanje se mora izvesti s mjesta gdje se prekršaj dogodio, osim:
  - ako je lopta dalje od gola obrambene ekipe, slobodno bacanje mora se izvesti s mjesta na kojem se lopta u tom trenutku nalazi,
  - ako je prekršaj napravio obrambeni igrač u prostoru 2 m, slobodno bacanje mora se izvesti s linije 2 m suprotno od mjesta gdje je prekršaj napravljen ili ako je lopta izvan prostora 2 m s mjesta gdje se lopta nalazi,
  - gdje je pravilima drugačije određeno.

Slobodno bacanje izvedeno s pogrešnog mjesta mora se ponoviti.
- Sudac će procijeniti koje je vrijeme dopušteno igraču za izvođenje slobodnog bacanja. Ono treba biti razumno, bez odugovlačenja, ali ne treba biti u isti trenutak. Prekršaj je, ako igrač koji neometan na poziciji izvođenja, ne izvede bacanje odmah.
- Svaki igrač ekipe u čiju je korist slobodno bacanje dosuđeno dužan je dodati loptu igraču koji izvodi slobodno bacanje.
- Slobodno bacanje se izvodi tako da igrači mogu vidjeti kada lopta napušta dlan igrača koji ga izvodi. Nakon toga dozvoljeno je držati ili voditi loptu prije dodavanja drugom igraču. Lopta je u igri čim napusti dlan igrača koji izvodi slobodno bacanje.

## Obični prekršaji
- Obični prekršaj za koji mora biti dosuđeno slobodno bacanje za protivničku ekipu je bilo koji od sljedećih prekršaja:
  - Krenuti s golne linije na početku četvrtine prije znaka suca. Slobodno bacanje mora se izvesti s mjesta gdje se nalazi lopta ili ako sudac nije ubacio loptu u igralište, slobodno se bacanje izvodi s linije polovine igrališta.
  - Pomagati suigraču na početku četvrtine ili bilo kada za vrijeme utakmice.
  - Držati se ili odbiti od vratnica ili od nosača vratnica, držati se ili odbiti od stranica bazena za vrijeme igre, držati se za granice igrališta osim na početku četvrtine.
  - Aktivno sudjelovati u igri stojeći na dnu bazena, hodati u tijeku igre ili se odbijati od dna bazena držeći loptu ili napadati protivnika. Ovaj članak ne primjenjuje se za vratara unutar 5 m.
  - Napadnut potopiti ili držati cijelu loptu pod vodom.

Napomena: Suci moraju dosudivati obične prekršaje u smislu pravila ne dozvoljavajući ekipi u napadu da dođe do prednosti.

## Vanjske poveznice
- Vaterpolska pravila  Arhivirana inačica izvorne stranice od 29. kolovoza 2010. (Wayback Machine)
- VU Danče - Razvoj pravila vaterpola